# Коттер (Айова)
Коттер (англ. Cotter) — місто (англ. city) в США, в окрузі Луїза штату Айова. Населення — 39 осіб (2020).

## Географія
Коттер розташований за координатами 41°17′38″ пн. ш. 91°27′57″ зх. д. / 41.29389° пн. ш. 91.46583° зх. д. (41.293995, -91.465808).  За даними Бюро перепису населення США в 2010 році місто мало площу 0,64 км², уся площа — суходіл.

## Демографія
Згідно з переписом 2010 року, у місті мешкало 48 осіб у 19 домогосподарствах у складі 14 родин. Густота населення становила 76 осіб/км².  Було 24 помешкання (38/км²).
Расовий склад населення:
| - 100,0 % — білих |

До двох чи більше рас належало 0,0 %. Частка іспаномовних становила 29,2 % від усіх жителів.
За віковим діапазоном населення розподілялося таким чином: 27,1 % — особи молодші 18 років, 64,6 % — особи у віці 18—64 років, 8,3 % — особи у віці 65 років та старші. Медіана віку мешканця становила 44,5 року. На 100 осіб жіночої статі у місті припадало 50,0 чоловіків;  на 100 жінок у віці від 18 років та старших — 66,7 чоловіків також старших 18 років.
Середній дохід на одне домашнє господарство  становив 54 621 долар США (медіана — 55 500), а середній дохід на одну сім'ю — 65 709 доларів (медіана — 62 917). 
Цивільне працевлаштоване населення становило 27 осіб. Основні галузі зайнятості: виробництво — 25,9 %, освіта, охорона здоров'я та соціальна допомога — 25,9 %, оптова торгівля — 22,2 %.